# Metropolitan Area Network
Ein Metropolitan Area Network (MAN) ist ein breitbandiges Telekommunikationsnetz.
Üblicherweise verbindet ein MAN zahlreiche Local Area Networks und verwendet dazu eine Backbone-Technologie, die meist in Glasfasertechnik realisiert ist. Ein MAN kann eine Ausdehnung von bis zu 100 Kilometern haben.
MANs werden oft von international tätigen Telekommunikationsfirmen aufgebaut, die per MAN verkabelte Metropolen wiederum in einem Wide Area Network (WAN) national oder in einem Global Area Network (GAN) international vernetzen.
In Deutschland wurde ein entsprechendes Netz unter dem Namen Datex-M von der Deutschen Telekom im Jahre 1992 in Betrieb genommen, das die SMDS-Technik benutzte (Switched Multimegabit Data Service). Ende 2002 waren in Berlin, Düsseldorf, Frankfurt am Main, Hamburg, Hannover, Köln, München und Stuttgart Metropolitan Area Networks der Deutschen Telekom in Betrieb. Zu diesem Zeitpunkt waren bereits 26 deutsche Städte in paneuropäische GANs eingebunden.
Inzwischen existieren in fast allen deutschen Großstädten Netzwerke auch in anderer Technik als der SMDS-Technik, die in verschiedensten Netztopologien die Stadtteile miteinander verbinden, die eine hohe Bürodichte aufweisen. Es gab im Jahre 2004 außer dem ehemaligen Monopolinhaber Deutsche Telekom etwa 20 weitere Netzbetreiber in Deutschland, die für diesen Zweck Glasfasernetze verlegt haben, inzwischen vorzugsweise in der Technik Synchrone Digitale Hierarchie (SDH).
Eine spezielle Technik für Glasfasernetze im Metrobereich ist Metro Ethernet.
IEEE 802.16 hat einen Standard für Wireless Metropolitan Area Networks (WMAN) entwickelt, der unter dem Namen WiMAX (Worldwide Interoperability for Microwave Access) etabliert ist und eingesetzt wird.